# Я, распутник
«Я, распутник» (англ. I, Libertine) — исторический роман, первоначально являвшийся мистификацией американского радиоведущего Джина Шепарда, желавшего тем самым высмеять процесс определения книг-бестселлеров. 
Несуществующая книга привлекла значительное внимание аудитории, в результате чего в 1956 году был опубликован реальный роман, действительно ставший бестселлером, а все деньги с его продаж были направлены на благотворительность.

## Создание
Радиоведущий Джин Шепард был раздражён тем, как составлялись списки бестселлеров в середине 1950-х годов. Данные списки были составлены на основе данных о продажах и количества запросов на новые и готовящиеся к изданию книги в книжных магазинах. В одном из эфиров своего шоу в 1955 году Шепард призвал слушателей заходить в книжные магазины и спрашивать у продавцов о вымышленной книге «Я, распутник» автора Фредерика Р. Юинга. Поклонники Шепарда пошли ещё дальше, распространяя ссылки на роман и его автора так широко, что спрос на книгу привёл к её включению в список бестселлеров газеты New York Times.

## Публикация реальной книги
Книжные магазины вскоре живо заинтересовались романом Юинга, который якобы был запрещён властями Бостона за непристойное содержание. Когда издатель Иэн Баллантайн, писатель Теодор Старджон и Шепард встретились за совместным ланчем, Баллантайн попросил Старджона написать роман, основанный на набросках Шепарда. Финальную главу романа за Старджона завершила супруга издателя Бетти Баллантайн, так как сам писатель в изнеможении заснул на диване в доме Баллантайнов, попытавшись уложиться в срок для сдачи рукописи в печать.
13 сентября 1956 года издательство «Ballantine Books» опубликовало роман «Я, распутник» одновременно в твёрдом переплёте и в мягкой обложке, причём Шепард был изображён в образе Юинга, выглядящего настолько распутно, насколько это возможно, на фотографии автора на задней обложке. Вырученные от продажи книги средства были полностью пожертвованы на благотворительность. За несколько недель до публикации романа The Wall Street Journal официально «разоблачил» мистификацию, которая к тому моменту уже и так была известна всем.

## Сюжет
Книга «Я, распутник» рассказывает историю карьериста, называющего себя Лэнсом Кортни. Большая часть сюжета романа тесно связана с жизнью Элизабет Чадли. В послесловии говорится, что «история Элизабет Чадли по существу правдива», что легко можно было бы принять за часть мистификации.

## Обложка
На обложке романа находится цитата: «Чёртовы зануды, — сказал я, — но вот дерзкая похабщина!». Автором обложки выступил художник Фрэнк Келли Фрис. Обложка включает в себя различные скрытые изображения и отсылки.